# Aleksej Nikitič Trubeckoj
Aleksej Nikitič Trubeckoj (rusko Алексей Никитич Трубецкой, latinizirano: Aleksej Nikitič Trubeckoj) je bil zadnji knez iz rodbine Trubeckoj in diplomat, dejaven v pogajanjih Ruskega carstva s Poljsko in Švedsko leta 1647 ter z odposlanci Bogdana Hmelnickega leta 1654, * 17. marec 1600, † 1680. 
Aleksejeva starša sta bila Nikita Romanovič Trubeckoj in Evdokija Mihajlovna. Imel je brata Vigunda-Jeronima in Fjodorja. 
Pod vladavino carja Mihaela I. je bil Aleksej Trubeckoj v nemilosti mogočnega patriarha Filareta in bil zato imenovan za guvernerja oddaljenih mest Tobolsk in Astrahan. Po Mihaelovi smrti leta 1645 in prihodu Alekseja I. na ruski prestol so se razmere spremenile. Za vodjo vlade je bil imenovan Trubeckojev tesen prijatelj Boris Morozov, Trubeckoj  pa je bil leta 1546 imenovan za poveljnika carjevega osebnega gardnega polka. 
Leta 1654 je poveljeval južnemu krilu ruske vojske od Brjanska do Velike litovske kneževine. Ozemlje med rekama Dneper in Berezina je bilo hitro zavzeto, Trubeckoj sam pa je zavzel Mścislaw in Rosławl. V bitki pri Šepelevičah je premagal oba litovska hetmana, Janusza Radziwiłła in Korwina Gosiewskega.  
Leta 1656 je Trubeckoj na čelu druge ruske vojske prodiral na ozemlje švedske Livonije ter oblegal in zavzel Tartu. Leta 1659 sta ruska vojska pod njegovim poveljstvom in vojska ukrajinskih kozakov pod poveljstvom Ivana Bezpalija prečkala Ukrajino in bila delno poražena v presenetljivem napadu velike poljsko-tatarsko-kozaške vojske pod poveljstvom Mehmeda IV. Geraja in Ivana Vihovskega v bitki pri Konotopu. Istega leta se je z Jurijem Hmeljnickim pogajal o drugem Perejaslavskem mirovnem sporazumu. 
Trubetskoj je bil poročen z Ekaterino Puškino († 1669), sestro bojarja in uglednega državnika Borisa Puškina, s katero nista imela otrok. 
Umrl je leta 1680, potem ko je sprejel meniške zaobljube. Po njegovi smrti je njegova kneževina prešla v carjevo posest.